# Onaide Santillo
Onaide Silva Santillo, conhecida como Onaide Santillo (Anápolis, 07 de novembro de 1945) é uma política brasileira, filiada ao PSDB.
Foi Secretária de Serviços Sociais da Prefeitura Municipal de Anápolis, foi Deputada Estadual, na 13ª Legislatura, 1995-1999, na 14ª Legislatura, 1999-2003 e na 15ª Legislatura, 2003-2007. Foi Primeira-dama de Anápolis, de 1985 a 1988 e de 1997 a 2000. Seu esposo Ademar Santillo, foi deputado federal em 1974 e 1978, seu cunhado Henrique Santillo, foi senador e governador de Goiás.